# Islamia College University

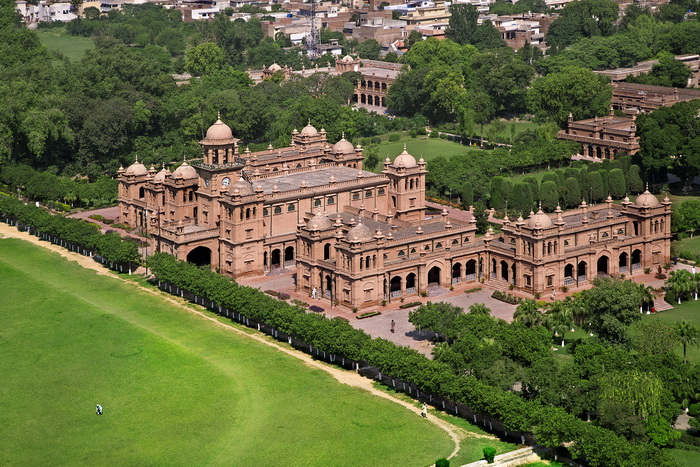
Islamia College Peshawar (im indo-sarazenischen Kolonialstil)

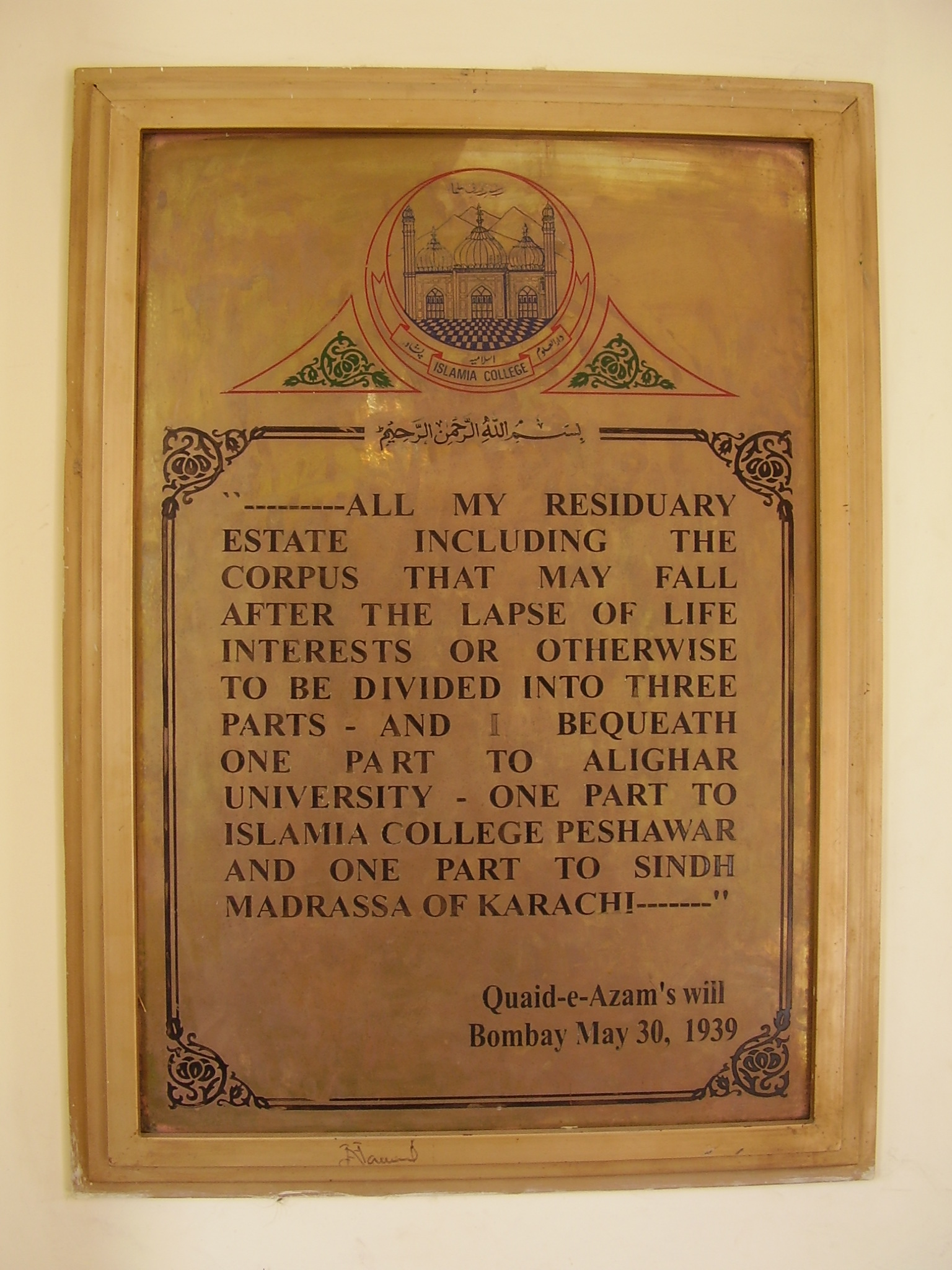
Muhammad Ali Jinnah, letzter Wille, Auszug

Das Islamia College Peshawar (Urdu اسلامیہ کالج پشاور) (ICP) in Peschawar (Peshawar), der Hauptstadt der Provinz Khyber Pakhtunkhwa, ist eine der ältesten Hochschulen in Pakistan. Das College wurde 1913 auf eine persönliche Initiative von Sahibzada Abdul Qayyum Khan (1863–1937) und George Roos-Keppel (1866–1921) gegründet. Die Gründung der Bildungseinrichtung wurde durch die Aligarh-Bewegung möglich. Die Universität bietet Studenten eine höhere Ausbildung in Kunst, Geisteswissenschaften und Naturwissenschaften. Im Jahr 1950 wurde die Peschawar-Universität als Zweigstelle des College gegründet. Später wurde der Status der Gründungsbildungseinrichtung für das Islamia College festgelegt. Im Jahr 2008 hat die pakistanische Regierung den Status des College zu einer Universität erhoben. Das Wort „College“ wurde im Titel als historischer Name beibehalten.
Im Jahr 1901 wurde die Provinz Khyber Pakhtunkhwa (Nordwestliche Grenzprovinz) in dem von Punjab zugewiesenen Gebiet gegründet. Damals gab es in der Provinz nur das Edwardes College. Aus diesem Grund verließen junge Menschen für höhere Bildung die Provinz. Um eine lokale Elite zu bilden, beschlossen die Provinzaristokratie und die britische Verwaltung, eine weitere höhere Bildungseinrichtung zu gründen. Dies wurde das Islamiya College. Absolventen der Schule spielten und spielen eine wichtige Rolle im politischen und öffentlichen Leben Pakistans. Der erste Student am Islamia College in Peschawar, Sahibzada Khurshid, der später seine Ausbildung am Royal Military College, Sandhurst, erhielt, wurde der erste Governer der Provinz Khyber Pakhtunkhwa.
Im letzten Willen des pakistanischen Staatsgründers Muhammad Ali Jinnahs (1876–1948) wurden die Aligarh University (im indischen Bundesstaat Uttar Pradesh), das Islamia College Peshawar und die Sindh Madrassa Karachi (Sindh, Pakistan) zu gleichen Teilen bedacht.